# Eujansea
Eujansea is een geslacht van vlinders van de familie tandvlinders (Notodontidae), uit de onderfamilie Notodontinae.

## Soorten
- E. afra (Bethune-Baker, 1911)
- E. crenata (Kiriakoff, 1962)